# Штерн-Катан, Сара
Сара Штерн-Катан (ивр. שרה שטרן-קטן‎; 4 июня 1919, Лодзь, Польша — 21 сентября 2001) — деятельница религиозного сионизма, председательница движения «Эмуна». Депутат кнессета от партии «МАФДАЛ» (1977—1981), лауреат премии Израиля за заслуги перед обществом и государством (1998).

## Биография
Родилась в Лодзи в 1919 году, старшая из четырёх детей в семье гурских хасидов Цви Хаима и Генендель Авиталь Штерн. Училась в еврейской гимназии, где присоединилась к движению «Ха-шомер ха-дати», а позже основала в Лодзи отделение движения «Бней Акива». Была одной из руководительниц движения в Польше, участвовала в нелегальной переправке польских евреев в подмандатную Палестину. Когда Сара уже сама планировала отправиться в Палестину, началась Вторая мировая война, и она, как и другие польские евреи, оказалась в гетто. Несмотря на трудности жизни в гетто, Штерн не прекращала просветительскую и культурную работу и, согласно сайту кнессета, участвовала в деятельности сионистского подполья. В 1944 году была отправлена в концлагерь Штуттгоф, а оттуда в Освенцим. После освобождения вернулась в Лодзь, где узнала, что осталась единственной выжившей в семье.
Несмотря на личную трагедию, Штерн продолжила сионистскую деятельность, занявшись организацией групп по подготовке к алие в Землю Израильскую. Провела некоторое время в США, где изучала социальную работу в Симмонс-колледже в Бостоне, и в 1947 году переехала в Палестину. Поселилась в Явне.
С 1953 года участвовала в работе религиозно-сионистского движения «Ха-поэль ха-мизрахи». В 1955 году вышла замуж за Исраэля Катана (Клайна). Окончив вторую степень по социальной работе, занимала различные должности в министерстве социального обеспечения и преподавала в Университете имени Бар-Илана. Вела активную деятельность в рамках организации религиозных сионисток «Эмуна», в том числе как её председательница. Особое внимание уделяла созданию системы детского образования и профессиональной подготовки для подростков, а также интеграции женщин в качестве консультантов в раввинатских судах. Входила в совет по дошкольному воспитанию при министерстве образования и в комиссию по делам детей дошкольного возроста Центра демографии при министерстве главы правительства.
В политике придерживалась правых националистических взглядов, выступала против уступок неевреям. В 1977 году избрана в кнессет 9-го созыва от партии МАФДАЛ. В кнессете возглавляла подкомиссию по предотвращению сбыта продуктов питания и косметики, опасных для здоровья населения, была членом законодательной комиссии кнессета, комиссий по образованию и культуре и по труду и благосостоянию. Перед выборами в кнессет 12-го созыва организация «Эмуна» отказалась от включения Штерн-Катан в предвыборный список партии МАФДАЛ на место, забронированное для кандидата-женщины, вместо этого поддержав кандидатуру бывшего посла в Норвегии Иехудит Хибнер.
В 1998 году удостоена Премии Израиля за заслуги перед обществом и государством. Скончалась в 2001 году.